# Hoằng Đạt
Hoằng Đạt là một xã thuộc huyện Hoằng Hóa, tỉnh Thanh Hóa, Việt Nam.
Xã Hoằng Đạt có diện tích 5,81 km², dân số năm 1999 là 5348 người, mật độ dân số đạt 920 người/km².